# هيليو فييرا
هيليو فييرا (مواليد 15 نوفمبر 1916) هو مبارز بالسيف برازيلي، مثّل بلاده في الألعاب الأولمبية الصيفية 1952.

## روابط رياضية
هيليو فييرا على موقع أوليمبيديا (الإنجليزية)